# Melanotaenia sexlineata
Melanotaenia sexlineata é uma espécie de peixe da família Melanotaeniidae.
Pode ser encontrada nos seguintes países: Indonésia e Papua-Nova Guiné.